# Distretto di Karura
Il distretto di Karura è uno dei nove distretti della regione del Mar Rosso Settentrionale, in Eritrea. Ha per capoluogo la città di Karura.